# Enochrus affinis
Enochrus affinis – gatunek chrząszcza z rodziny kałużnicowatych i podrodziny Enochrinae. Zamieszkuje palearktyczną Eurazję.

## Taksonomia
Gatunek ten opisany został po raz pierwszy w 1794 roku przez Carla Petera Thunberga pod nazwą Hydrophilus affinis.

## Morfologia
Chrząszcz o podługowato-owalnym, umiarkowanie wysklepionym, z wierzchu gęsto i stosunkowo grubo punktowanym ciele długości od 3,5 do 3,9 mm, węższym i gęściej punktowanym niż u E. coarctatus. Głowa jest czarna z nieco jaśniejszymi, zwykle czerwonobrunatnymi plamami przed oczami. Warga górna u samca jest jaśniejsza niż u samicy. Znacznie dłuższe od czułków głaszczki szczękowe mają ostatni człon całkiem czarny i znacznie krótszy od przedostatniego. Przedplecze jest smoliście czarne z czerwonobrunatno rozjaśnionymi brzegami lub brudnożółtobrązowe z rozległą plamą brązową. Pokrywy są brudnożółtobrązowe do kasztanowych, często z ciemniejszymi barkami i przyciemnieniem między szwem a rzędem przyszwowym. Spód ciała ubarwiony jest czarno. U samca pazurki przednich odnóży są silnie, hakowato zakrzywione. Genitalia samca cechują się edeagusem o smukłym, szpilkowatym płacie środkowym oraz hakowato zakrzywionych dozewnętrznie wierzchołkach paramer.

## Ekologia i występowanie
Owad wodny, zarówno w stadium larwalnym, jak i dorosłym. Zasiedla m.in. bajora, bagna, rowy i jeziora, preferując te o kwaśnym odczynie.
Gatunek palearktyczny, w Europie znany z Wielkiej Brytanii, Francji, Belgii, Holandii, Niemiec, Szwajcarii, Austrii, Włoch, Danii, Szwecji, Norwegii, Finlandii, Estonii, Łotwy, Litwy, Polski, Czech, Słowacji, Węgier, Białorusi, Ukrainy, Bułgarii, Chorwacji,  Bośni i Hercegowiny, Grecji, europejskiej części Rosji, a w Azji z Armenii, Kazachstanu oraz syberyjskiej i dalekowschodniej części Rosji.